# Square du Général-Anselin
Ne doit pas être confondu avec Rue du Général-Anselin.
Le square du Général-Anselin est un square du 16e arrondissement de Paris, dans le quartier de la Porte-Dauphine, longeant le bois de Boulogne et le boulevard Lannes.

## Situation et accès
Le site est accessible par le 1, avenue de Pologne, par le boulevard Lannes et par l'avenue du Maréchal-Fayolle.
Il est ouvert 24 heures sur 24.
Il est desservi par la ligne 2 à la station Porte Dauphine et par la ligne de RER C à la gare de l'avenue Foch.

## Origine du nom
Il fut nommé ainsi en l'honneur d'Ernest Anselin (1861-1916), un général de brigade mort pour la France au cours de la Première Guerre mondiale.

## Historique et description
S'inspirant d'un sous-bois dans son ordonnancement libre, le square abrite autour du gazon rustique des robiniers faux-acacia, des érables, des bouleaux et des aubépines. Il possède le label ÉcoJardin.
Plusieurs espèces d'oiseaux y ont élu domicile, comme le pic épeiche, le pic vert, le roitelet huppé, le troglodyte mignon, la mésange charbonnière et la mésange bleue.
Cinq agrès, deux tables de ping-pong, un terrain de basket-ball, un terrain de football, trois échiquiers, deux tables de pique-nique et un point d'eau potable y sont installés.
L'accès aux personnes à mobilité réduite est limité à certaines zones. Les chiens y sont interdits.
De l'autre côté de l'avenue de Pologne se trouve le square Robert-Schuman, lui d'une disposition plus classique.
Le square longe le bois de Boulogne.

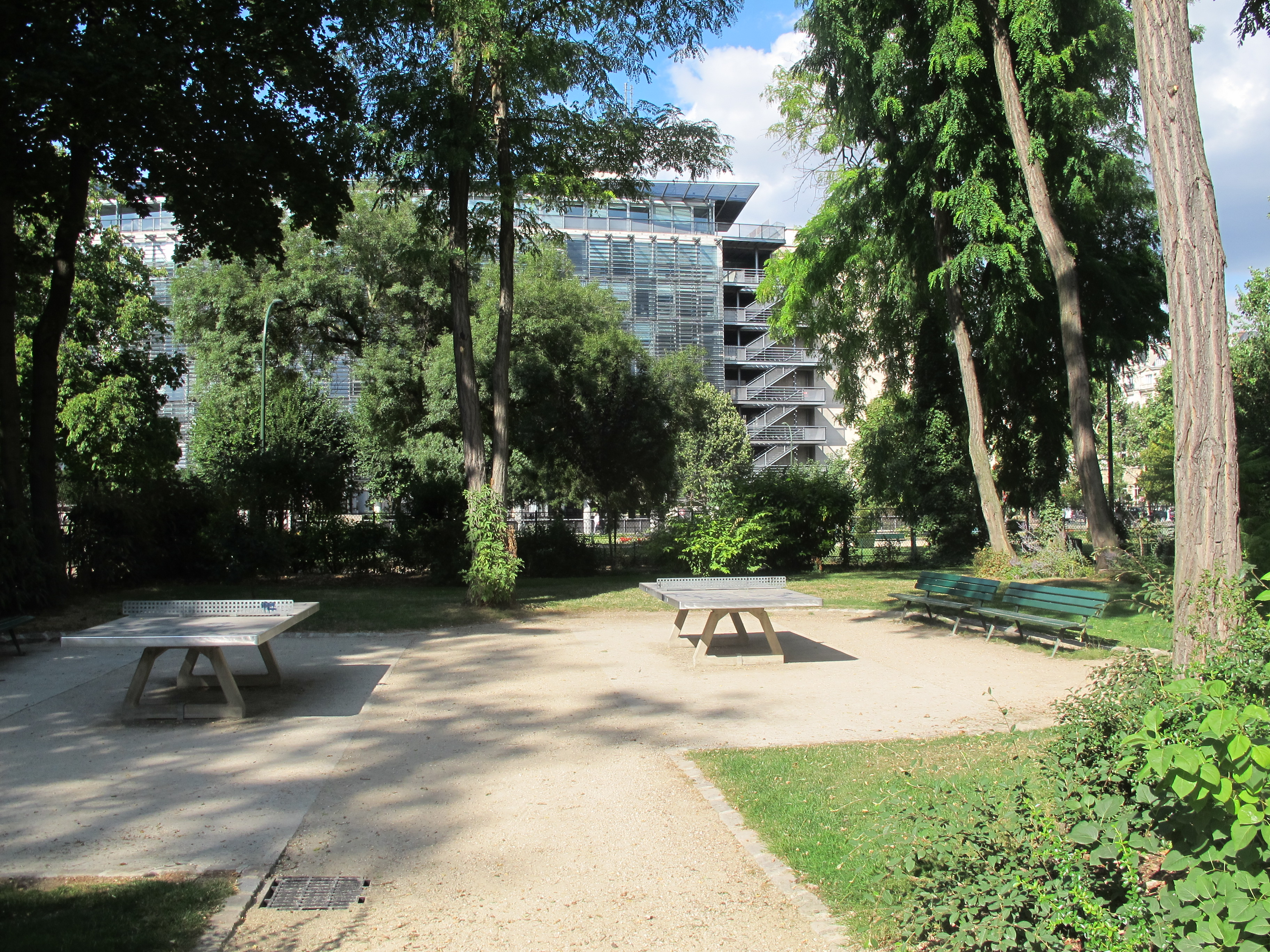
Tables de ping pong.
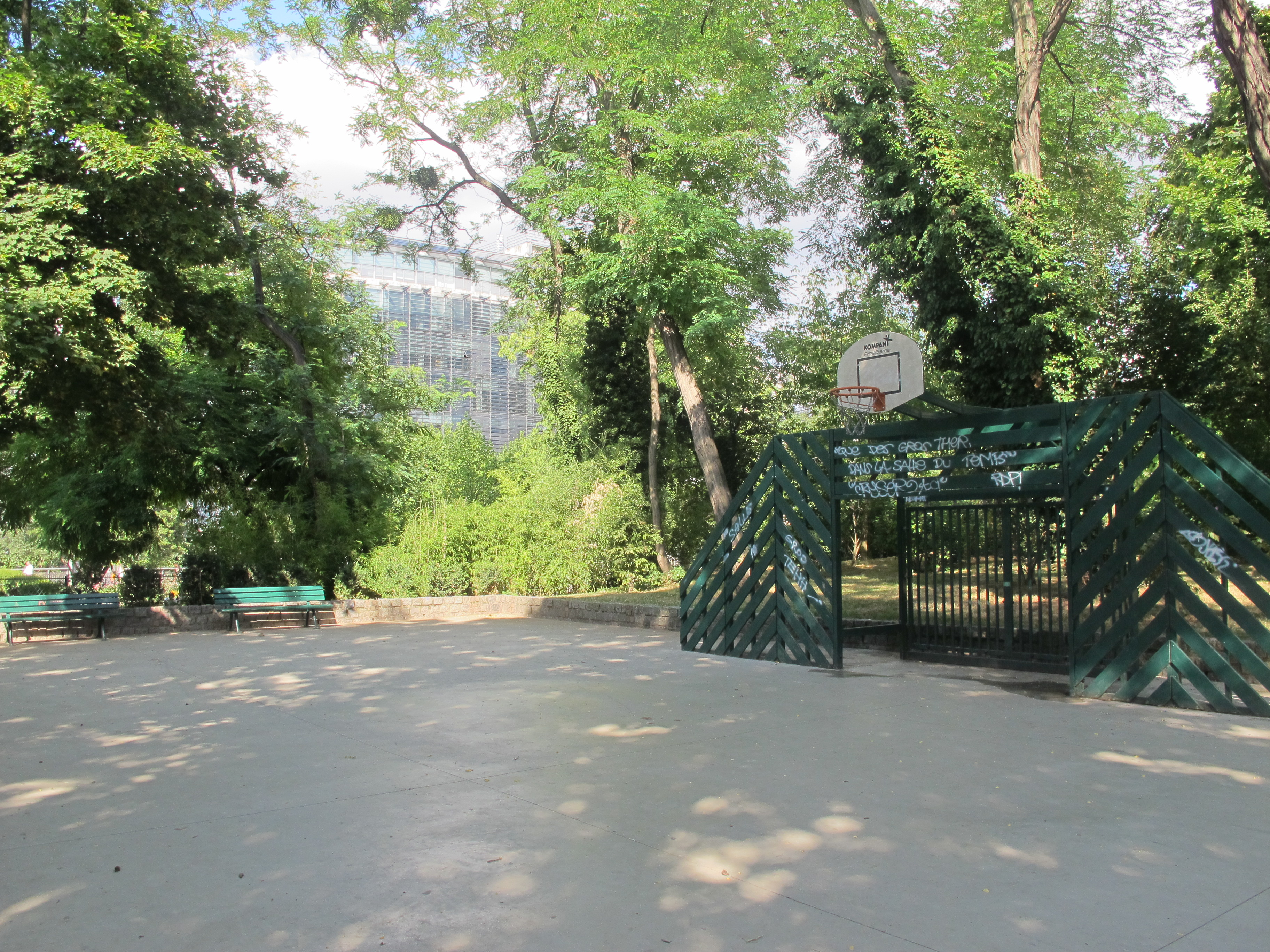
Terrain de basket.
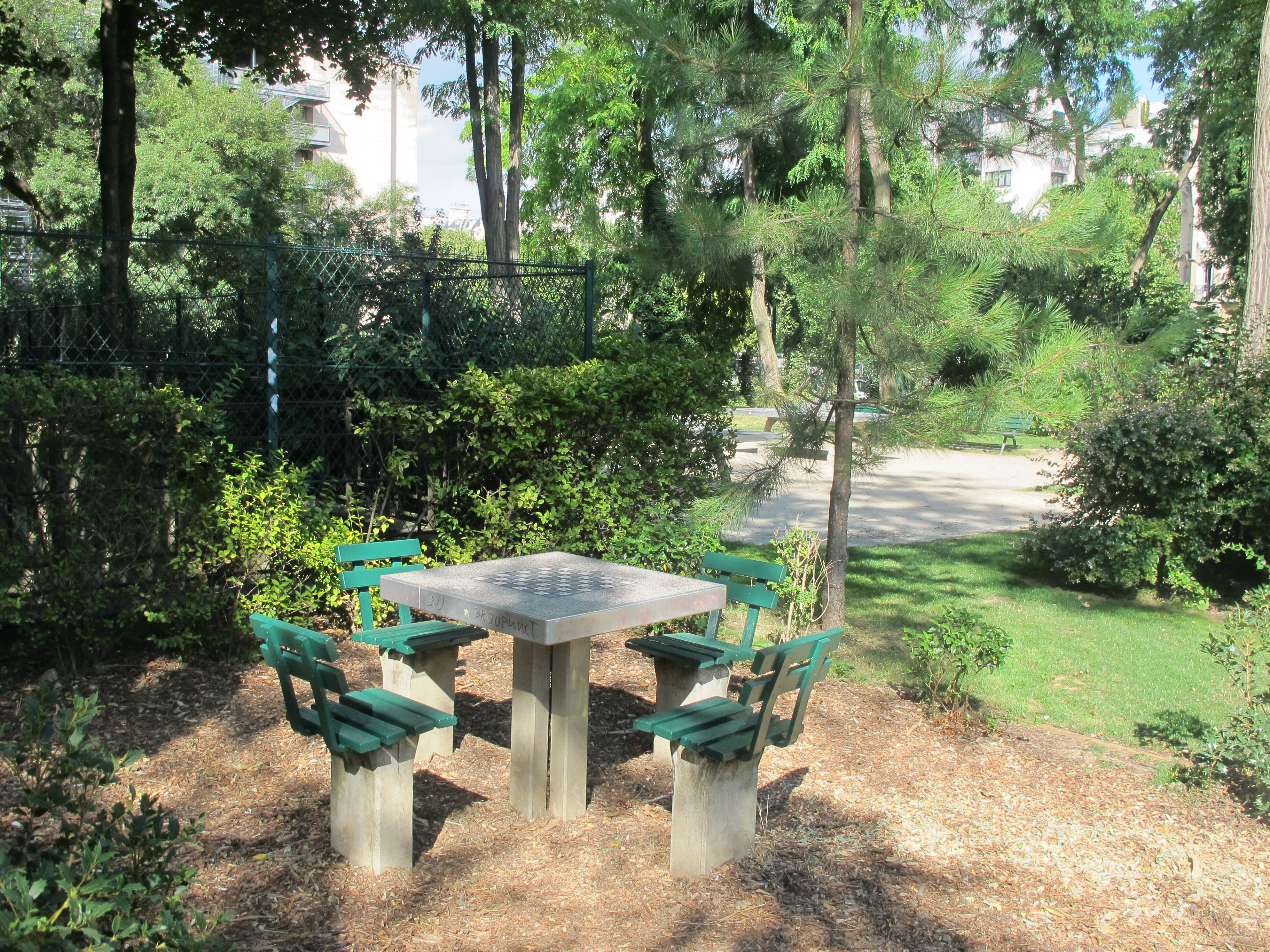
Table d'échecs.
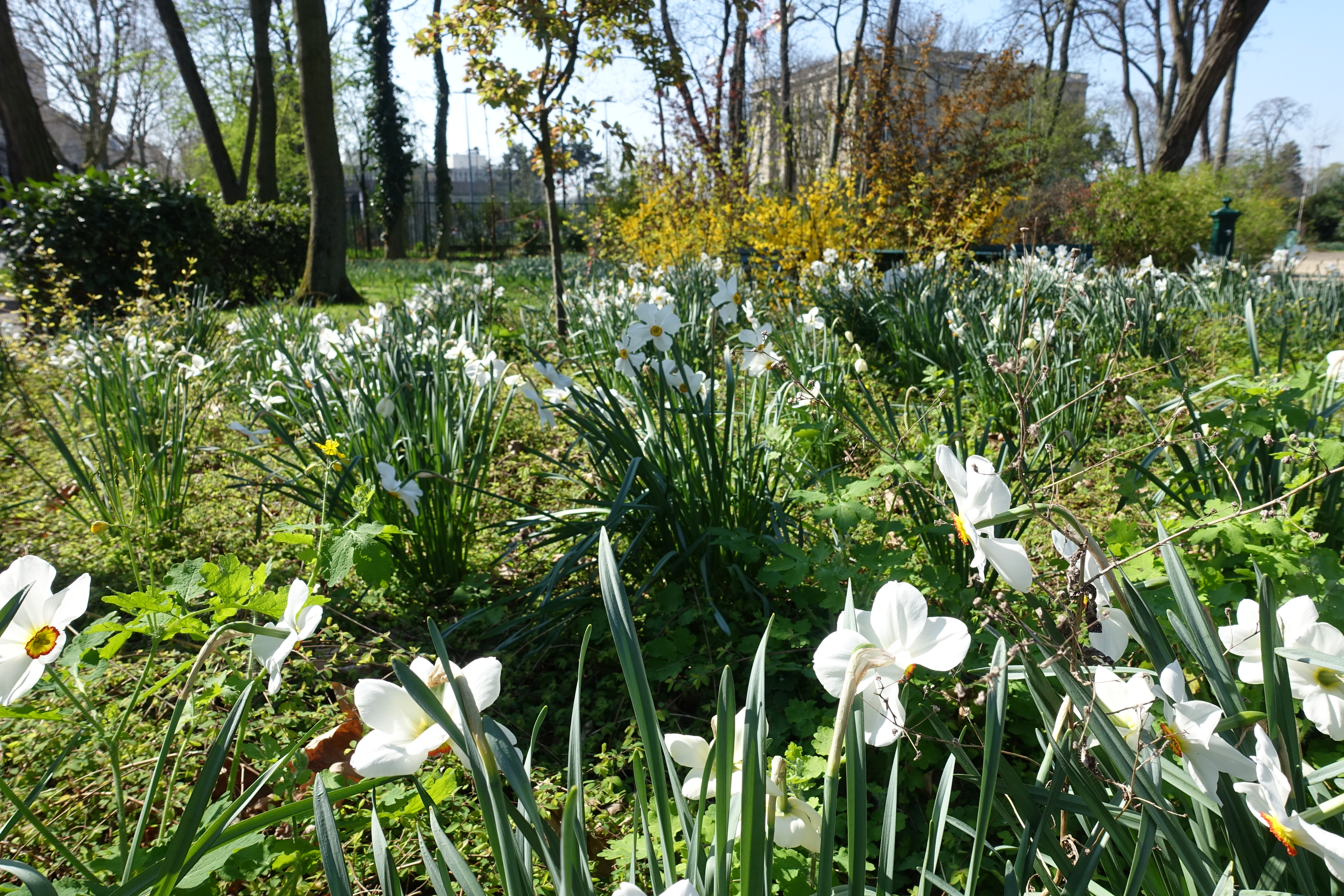
Fleurs.